# Gephyromantis tahotra
Gephyromantis tahotra es una especie de anfibio anuro de la familia Mantellidae.

## Distribución geográfica
Esta especie es endémica de Madagascar. Habita en el parque nacional Marojejy. Se encuentra entre los 1326 y 2000 m de altitud. Vive en la selva tropical.

## Publicación original
- Glaw, Köhler & Vences, 2011 : New species of Gephyromantis from Marojejy National Park, northeast Madagascar. Journal of Herpetology, vol. 45, n.º 2, p. 155-160.[4]